# Seqiti-Krieg

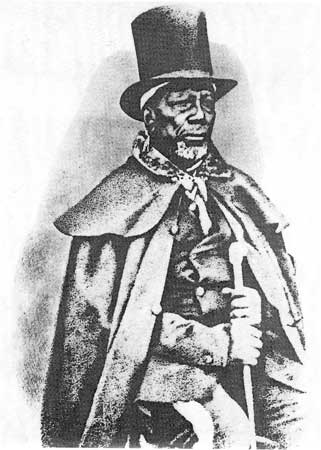
Moshoeshoe I., Anführer der Basotho

Der Seqiti-Krieg [sɪˈǃkʼiti] (englisch Seqiti War oder Second and Third Basotho War) war eine Auseinandersetzung zwischen den Buren des Oranje-Freistaats und Basotho unter Moshoeshoe I. in den Jahren 1865 bis 1868 im heutigen Südafrika und Lesotho. In der Folge verloren die Basotho große Teile ihres Weidelands. 

## Geschichte

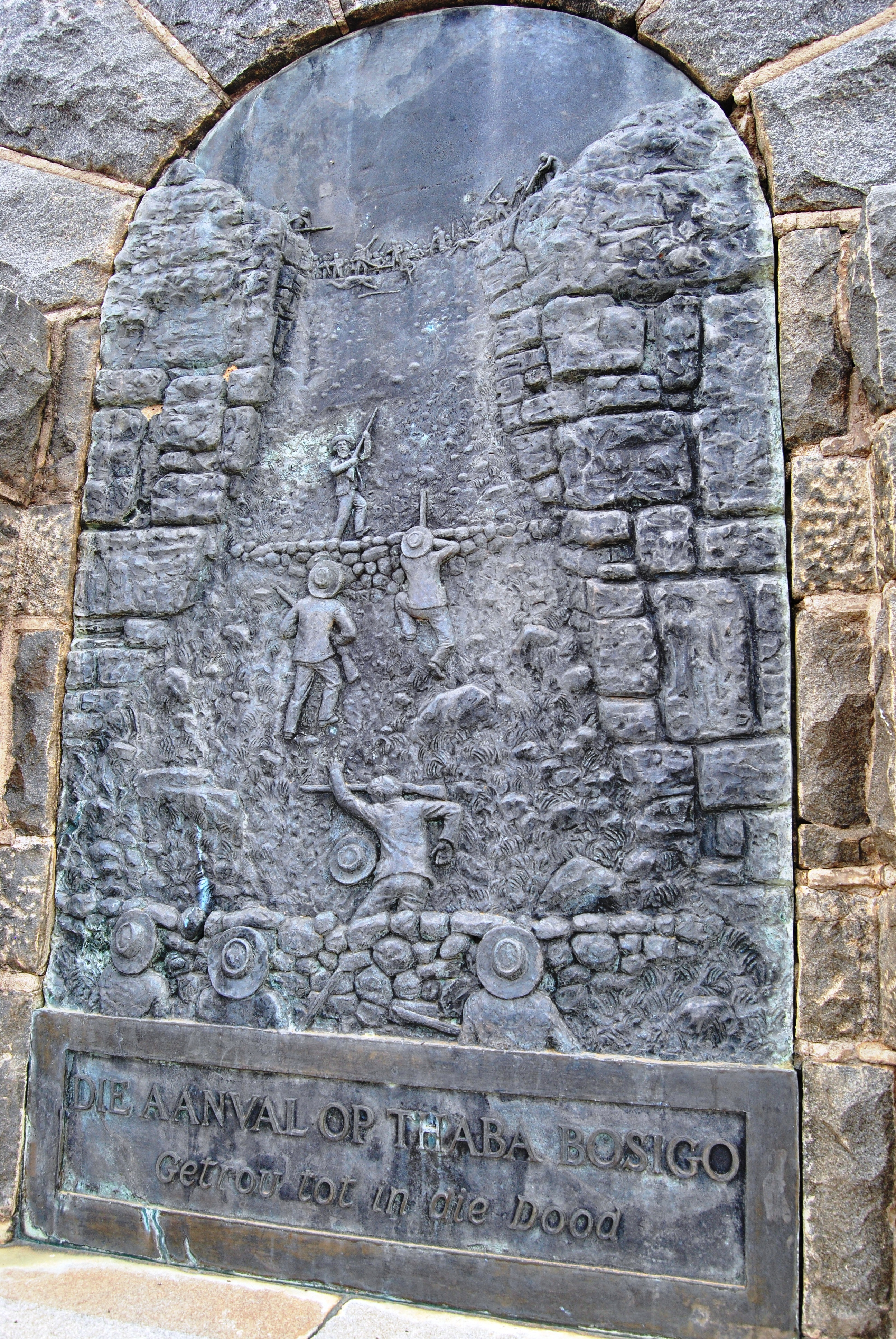
Gedenkstein für Louis Wepener in Südafrika mit der Darstellung seines Todes

1858 hatten Buren und Basotho im Grenzbereich von Oranje-Freistaat und dem Land der Basotho den Senekal-Krieg geführt. Der britische High Commissioner Philip Wodehouse verfügte im Oktober 1864, dass die Basotho-Siedlungen westlich der 1849 festgelegten Warden-Grenze aufzulösen seien. Die meisten Basotho flohen daraufhin ostwärts über den Caledon. Lediglich der Neffe Moshoeshoes, Lesaoana, blieb mit Getreuen in dem Gebiet, in das zahlreiche Basotho schließlich zurückkehrten, um die Ernte einzuholen. Daraufhin erklärte der Präsident des Oranje-Freistaats, Johannes Brand, den Basotho am 9. Juni 1865 den Krieg. Im August 1865 belagerte der Landwirt und Offizier Louw Wepener mit einer Truppe das Plateau von Thaba Bosiu, auf dem Moshoeshoe residierte. Als Wepener das Plateau stürmen wollte, wurde er erschossen, Thaba Bosiu wurde nicht eingenommen. Die Truppen der Buren waren jedoch besser bewaffnet. Wodehouse versuchte 1866, seine Regierung von einer Annexion Basutolands durch das Vereinigte Königreich zu überzeugen, um den Vormarsch der Buren aufzuhalten. Sein Ansinnen wurde jedoch zurückgewiesen, so dass der Krieg fortgesetzt wurde.
Am 11. April 1866 mussten die Basotho den Vertrag von Thaba Bosiu schließen, in dem sie dem Verlust von zwei Dritteln ihrer fruchtbaren Gebiete zustimmen mussten, auch von Gebieten zwischen Caledon und Senqu, die heute zu Lesotho gehören. In der Folge herrschte ein Waffenstillstand. Die meisten Basotho weigerten sich aber, das Land zu verlassen, so dass Brand im März 1867 eine Intensivierung des Krieges anordnete. Bis auf Thaba Bosiu wurden alle Festungen der Basotho von den Buren eingenommen. Moshoeshoe I. wandte sich an die Briten mit der Bitte um Schutz. 
Am 12. März 1868 wurde Basutoland britische Kronkolonie. Zwei Tage später war der Krieg beendet. Im Februar 1869 wurde in der Convention of Aliwal North („Vereinbarung von Aliwal North“) die neue Grenze festgelegt, die Basutoland auf die heutige Größe Lesothos verkleinerte. Die Briten übernahmen im März 1870 die Kontrolle über Basutoland. 1871 wurde Basutoland an die Kapkolonie angegliedert.

## Bezeichnungen
Seqiti war die lautmalerische Bezeichnung der Basotho für den Knall, der beim Abfeuern der Kanonen der Truppen des Oranje-Freistaats entstand. Die Bezeichnung als Zweiter und Dritter Basotho-Krieg war auf Seiten des Oranje-Freistaats üblich und schloss den Senekal-Krieg als Ersten Basotho-Krieg mit ein. 